# المجصة (كعيدنة)

تعديل مصدري - تعديل

المجصة هي إحدى قرى عزلة الغربي بمديرية كعيدنة التابعة لمحافظة حجة، بلغ تعداد سكانها 517 نسمة حسب تعداد اليمن لعام 2004.